# Pęcherzew
Pęcherzew – wieś w Polsce położona w województwie wielkopolskim, w powiecie tureckim, w gminie Turek.
Do 1937 roku istniała gmina Pęcherzew. W latach 1975–1998 miejscowość administracyjnie należała do województwa konińskiego.